# Phoenix (automóviles)
Phoenix fue un fabricante inglés de automóviles, motocicletas y triciclos motorizados. Fue fundada por un belga, Joseph van Hooydonk, en su fábrica en Holloway Road, Londres Norte, y nombrada así en honor al Phoenix Cycle Club. La compañía trasladó su central de Londres a Letchworth, Hertfordshire, en 1911, pero dejó de existir en los años 1920s.